# Бородин, Иван Савельевич
Ива́н Саве́льевич Бороди́н (1929—1997) — советский государственный и хозяйственный деятель, председатель исполнительного комитета Южно-Сахалинского городского Совета депутатов трудящихся (1973—1982).

## Биография
Родился в 1929 году. После окончания Томского политехнического института в начале 1950-х приехал в Сахалинскую область. Трудовой путь начал с должности заведующего мастерскими, затем работал начальником цеха, председателем шахткома шахты «Октябрьская» треста «Александровскуголь». В 1958—1966 годах — инструктор, заведующий промышленно-транспортным отделом Александровск-Сахалинского горкома КПСС, директор механического завода «Сахалинрыбпрома».
В 1966 году избран первым заместителем председателя Южно-Сахалинского горисполкома. С 1968 по 1970 год работал директором завода сантехнических заготовок в Кишинёве. По возвращении на Сахалин назначается управляющим Южно-Сахалинского ремстройтреста, а затем — управляющим областным ремонтно-строительным трестом.
С июля 1973 по апрель 1982 года возглавлял исполнительный комитет Южно-Сахалинского городского Совета депутатов трудящихся.
Избирался депутатом Сахалинского областного совета депутатов трудящихся и членом обкома КПСС.
Умер 24 января 1997 года в Южно-Сахалинске, где и был похоронен.

## Награды
- Орден Трудового Красного Знамени
- Медаль «В ознаменование 100-летия со дня рождения Владимира Ильича Ленина»[1]

## Память
- Именем Бородина названа одна из улиц Южно-Сахалинска.
- Мемориальная доска по увековечиванию памяти Бородина установлена в 2001 году на здании института экономики и востоковедения СахГУ[4]